# 아오키 다쿠야
아오키 다쿠야(1989년 9월 16일 ~ )는 일본의 축구 선수이다.

## 구단 경력
그는 2008년부터 2024년까지 J리그의 오미야 아르디자, 우라와 레즈, FC 도쿄에서 활동하였다.